# Kefar Gallim
Kefar Gallim (hebr. כפר גלים) – wieś młodzieżowa położona w Samorządzie Regionu Chof ha-Karmel, w dystrykcie Hajfa, w Izraelu.

## Położenie
Kefar Gallim leży w północnej części równiny Szaron na wybrzeżu Morza Śródziemnego na południe od masywu Góry Karmel, w otoczeniu miast Tirat Karmel i Hajfa, oraz moszawu Megadim.

## Historia
Wieś została założona w 1952 roku przez organizacje edukacyjne, we współpracy z władzami miejskimi Hajfy i Ministerstwem Absorpcji Imigracji Izraela. Utworzono tutaj szkołę rolniczą z internatem.

## Edukacja
We wsi znajdują się szkoła podstawowa, gimnazjum i college do nauki praktycznej inżynierii, oraz internaty, warsztaty szkolne i gospodarstwo rolne. Przy szkole jest boisko do piłki nożnej.

## Gospodarka
Gospodarka wsi opiera się na rolnictwie, uprawach bananów, hodowli krów mlecznych oraz winnicy.

## Turystyka
Wieś oferuje przyjezdnym małe domki do wynajęcia. W pobliżu znajdują się piękne plaże.

## Komunikacja
Wzdłuż zachodniej granicy wioski przebiega autostrada nr 2, brak jednak możliwości wjazdu na nią. Ze wsi wychodzi lokalna droga, która prowadzi na wschód do skrzyżowania z drogą ekspresową nr 4.